# カルトの集団自殺

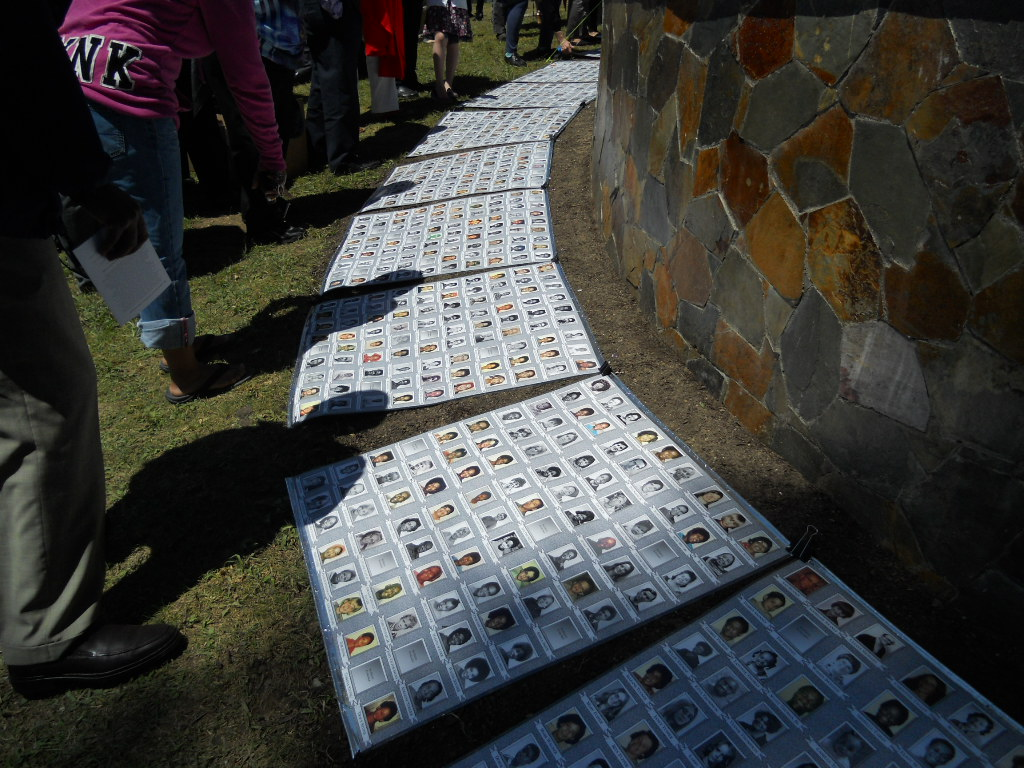
1978年にガイアナの事件で亡くなった人たちの写真（2011年）

カルトの集団自殺とは、カルトと分類される団体による集団自殺のことである。メンバー全員が、同じ場所・時間に自殺する場合がある。
そのような集団自殺を行ったカルト集団は、ヘヴンズ・ゲートや太陽寺院、人民寺院（ジョーンズタウン事件）などである。

## 代表的なカルトの集団自殺

### 人民寺院 （1978年）
1978年11月18日、ガイアナのジョーンズタウンで、ジム・ジョーンズに導かれた宗教団体人民寺院の信者909人を含む918人のアメリカ人が昇天した。死者
には303人の子供たちも含まれている。人民寺院の最後の会議が録音されたテープでは、「革命的自殺」のためにタンクに入った毒を飲んだ人々が記録されている。
テープでは、人民寺院の信者がアメリカ下院議員のレオ・ライアンやNBCの記者であるドン・ハリス他3名を滑走路で殺害した後、脱出を計画していたソ連へは信者達を連れていかないとジョーンズが信者達へ話している。信者達が泣いているとき、ジョーンズは「ヒステリーはやめよう。これは社会主義者や共産主義者の敗北ではない。我々が敗北したのではない。我々は尊厳をもって死ななければならない。」と語っている。テープの最後で、ジョーンズは「我々は敗北はしなかった。我々は非人道的な世界に抗議して革命的自殺を行った。」と結んでいる。
自らに加えた銃創によるジョーンズとその専属看護師を除き、ジョーンズタウンの人々はシアン化合物による中毒で死亡した。人民寺院の「革命的自殺」は過去にも話されていて、信者達はジョーンズに渡された毒を最低でも1回は飲んでいたが、実際には毒が入っていなかった。並行して、ジョージタウンにある人民寺院の本部でも4人の信者が死亡した。

### 太陽寺院 （1994年-1997年）
1994年から1997年の間、宗教団体太陽寺院の信者が集団自殺を行い、約74人が死亡した。信者達が残した遺書からは、死とは「世界の偽善と圧迫」からの脱出であると述べられている。加えて「シリウス星への移動」を感じていると書かれている。ケベック州警察によって押収された記録によると、一部の信者が教祖ジョゼフ・ディ・マンブロに対して 100万ドル以上の大金を寄付していることが明らかになった。
残った信者達についても1990年代後期に集団自殺を企てていたが未遂に終わった。すべての自殺・殺人や未遂は、おそらく集団の信条になんらかの関係により、分点と至点の日前後に発生している。

### ヘヴンズ・ゲート （1997年）
1997年3月26日、宗教団体ヘヴンズ・ゲートの39人の信者がカリフォルニア州サンディエゴに隣接するランチョ・サンタフェで集団自殺を遂げた。彼らは教義によりヘール・ボップ彗星に続く宇宙船に魂を乗せるための自殺であり、「人間の肉体から船への乗り換え」を行った。一部の男性信者は、自殺した後に待ち受ける性別がない生活に備えて、自発的に去勢をしていた。
1997年3月30日、女優ニシェル・ニコルズの弟であるトーマス・ニコルズが、「先に行った仲間に会うためにヘール・ホップ彗星とともに宇宙船へ行ってくる」と書いたメモを残し、その遺体が発見された。プロパンガスを使って人生を終わらせたニコルズは、他のヘヴンズ・ゲートの信者と同じように頭にはビニール袋が被さり、上半身は紫色の幕で覆われていた。なお、ニコルズとヘヴンズ・ゲートの関係はわかっていない。
1997年5月、集団自殺の現場にいなかったヘヴンズ・ゲートの2人の信者が自殺を試み、1人は死亡したが、もう1人は2日間昏睡状態となった後に回復した。しかし、1998年2月には生存した1名についても自殺した。

### 真理の友教会（1986年）
真理の友教会の教祖宮本清治が死去したのち、女性信者７人が集団で焼身自殺した。（真理の友教会#集団焼身自殺参照）

## 異論のあるカルトの集団自殺

### ブランチ・ダビディアン （1993年）
1993年4月19日、アルコール・タバコ・火器及び爆発物取締局がテキサス州ウェーコ近郊で宗教団体ブランチ・ダビディアンを包囲し、建物を破壊した猛攻撃と火災旋風により多くの住民が命を奪われた。包囲の間、非常に濃縮されたCSガスとフラッシュバン（殺傷力が低い特殊な手榴弾）が発射されたが、それらが建物内で備蓄されているガソリンに引火したという説がある。
火災の原因を調査したリチャート・L・シェローは、「火災は寝室として利用されていた部屋にあるコールマンタイプのランタンから発生しており、戦闘工兵車との激しい接触や感電に起因した可能性が高い」と述べた。
事件当時、主なマスコミはブランチ・ダビディアンが火災を引き起こしたと報道した。つまり、この事件は、カルト指導者によって導かれる集団自殺だとされた。しかし、一部のジャーナリストや研究家・専門家は、この火災はパニックの結果発生した事故であると主張している。

### ハイデ （1998年）
1998年1月、ドイツの心理学者でかつてブラーマ・クマリスに所属していた Heide Fittkau-Garthe が、カナリア諸島で子供5人を含む32人の団体に対して毒を摂取させることによる集団自殺を計画したとして逮捕された。自殺の後は宇宙船で迎えられてどこかへ連れていかれる、と信者は語っていた。自殺は、テイデ国立公園で行われる予定だった。この団体には公式の名前がなかったため、創設者の名前から「ハイデ」と呼ばれた。しかし、本当に集団自殺する意図があったのか、という疑問がテネリフェニュースの記事で投げかけられている。

### 神の十戒復古運動 （2000年）
2000年3月17日、ウガンダの宗教団体神の十戒復古運動の信者530人が死亡した。当初は集団自殺と思われていたが、後に別の場所から毒殺・刺殺された信者の遺体が多数発見され、大量殺人事件に変更された。最終的に924人が死亡したとされる。この団体は、カトリック教会から分かれて終末論を強調し、聖母の出現を主張していた。信者達は制服を着て真面目に働いていたが、言葉を発する行為には邪悪な嘘が混ざるとして、会話が禁止されていた。地域住民によると、集団死に対してパーティを開催し、ソフトドリンク70箱と3頭の牡牛が消費されたと語っている。
この事件に対して集団自殺であるとの見解は、特に宗教学者アーヴィング・ヘキサムによって批判され、今日もウガンダの関係者は「誰もなぜ、どのように、何が、いつ、など真実を説明することができない」と述べている。

### ファミリー・インターナショナル （2005年）
2005年のはじめ、宗教団体ファミリー・インターナショナルが、現在のリーダであるカレン・ゼルビーの実子で創設者デビッド・バーグの養子である元信者のリッキー・ロドリゲスによる計画殺人と自殺により、メディアに注目された。ロドリゲスはこの団体が虐待的で自殺を奨励していると訴えたが、彼の死は「カルト信者の自殺」「カルト自殺」と世間では認知された。事件はNBCのテレビドラマ『サード・ウォッチ』や『ロー&オーダー』でモデル化されたエピソードが放送された。
ロドリゲスの振る舞いが集団に適応できず、そして信者達は自殺を望んでいる証拠がないと、団体の弁護士は主張している。